# Euterpe (género)
Euterpe é um género botânico de palmeiras, pertencente à família Arecaceae. O gênero foi descrito a partir da Euterpe oleracea.

## Espécies
Espécies:
- Euterpe broadwayi Becc. ex Broadway
- Euterpe catinga Wallace
- Euterpe edulis Mart
- Euterpe longibracteata Barb.Rodr
- Euterpe luminosa A.J.Hend., Galeano & Meza
- Euterpe oleracea Mart
- Euterpe precatoria Mart